# Baptria aethiopata
Baptria aethiopata är en fjärilsart som beskrevs av Hermann von Heinemann 1859. Baptria aethiopata ingår i släktet Baptria och familjen mätare. Inga underarter finns listade i Catalogue of Life.